# 2014 en Afrique du Sud
Chronologie de l'Afrique du Sud
- 2010
- 2011
- 2012
- 2013
- 2014
- 2015
- 2016
- 2017
- 2018

Cet article présente les faits marquants de l'année 2014 en Afrique du Sud, ou concernant le pays.

## Évènements
- 3 mars au 20 mars : procès d'Oscar Pistorius en Afrique du sud.
- 30 mars : élection de Miss Afrique du Sud 2014. C'est la 59e élection de Miss Afrique du Sud. Elle s'est déroulée au Superbowl de Sun City. La gagnante, Rolene Strauss, succède à Marilyn Ramos, Miss Afrique du Sud 2012[1]. Elle remportera le titre de Miss Monde 2014 le 14 décembre 2014 à Londres, au Royaume-Uni[2],[3]. Sa première dauphine, Ziphozakhe Zokufa participe à Miss Univers 2014 mais ne décroche aucune place en demi-finale.

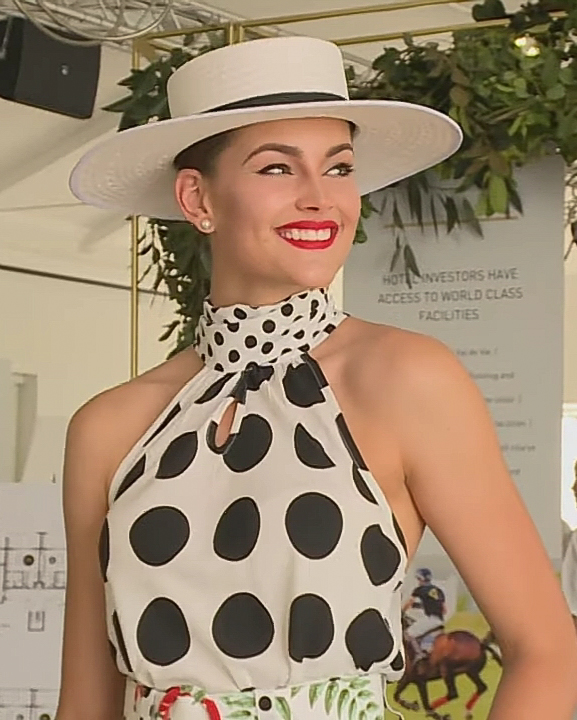
Rolene Strauss.

- 7 mai : élections générales en Afrique du Sud remportées par le Congrès national africain
- 21 mai : élection présidentielle ayant eu lieu au Cap. Ce sont les parlementaires qui élisent parmi leurs pairs celui qui exerce les fonctions exécutives de président de la république d'Afrique du Sud. Le président sortant, Jacob Zuma, chef de l'ANC, le parti majoritaire au parlement, a été réélu président de la République. L'opposition n'a pas présenté de candidats[4].

## Culture

### Cinéma
- An Ordinary Blue Monday.
- Khumba.
- Northmen : Les Derniers Vikings.
- Outpost 37 : L'Ultime Espoir.
- The Perfect Wave.
- The Salvation (film).
- Young Ones.

## Sport

### Cyclisme
- Championnats d'Afrique de BMX 2014.
- Championnats d'Afrique de VTT 2014.
- Championnats du monde de VTT marathon 2014.
- Saison 2014 de l'équipe cycliste MTN-Qhubeka.

### Football
- Championnat d'Afrique des nations de football 2014.
- Championnat d'Afrique du Sud de football 2013-2014.

### Gymnastique
- Championnats d'Afrique de gymnastique artistique 2014.
- Championnats d'Afrique de gymnastique rythmique 2014.

### Rugby
- Saison 2014 de Super Rugby.
- The Rugby Championship 2014.
- Tournoi d'Afrique du Sud de rugby à sept 2014.